# Liga Universitaria de Deportes
La Liga Universitaria de Deportes de Uruguay es dirige y fomenta la práctica de los deportes entre estudiantes y titulados en las condiciones que se establecen en el reglamento general.

## Reseña
Fue fundada el 3 de mayo de 1914. Su primer director fue Gotardo Bianchi. Se constituye con los clubes uruguayos, colegios y otras entidades afiliadas.
Promueve sus actividades deportivas sólo como manifestación del ejercicio físico, educacional, recreativo e higiénico. El carácter de la liga es netamente deportivo y exclusivamente de aficionados; en consecuencia no tolera que los clubes encaren sus actividades con fines de explotación comercial. Abarca diversas disciplinas deportivas como: fútbol, básquetbol, handball, futsal, hockey sobre césped, voleibol, tenis, teqball, natación, ajedrez y deportes de playa.
La Liga Universitaria de Deportes compitió una vez más en la Copa Unisinos en su edición número 29 obteniendo 4 medallas. La actividad se realizó en la ciudad de San Leopoldo, Brasil. En fútbol logró medalla de oro por tercer año seguido. Aram Chamlian obtuvo medalla de plata en ajedrez. En básquetbol ganó medalla de plata y la otra medalla la logró el handball logrando el bronce. 
Nacional universitario es el actual campeón de fútbol mayores de la divisional A.

## Autoridades
2023-2026
- Presidente: Juan Andrés Sánchez
- Vicepresidente: Pascual Quagliata
- Secretario: Gustavo Acosta
- Tesorero: Andrés Rico
- Vocales: Álvaro Messere, Leonardo Ascheri, Miguel Suárez, Jorge García, Rodolfo Schaich